# Бутерстаун (станция)

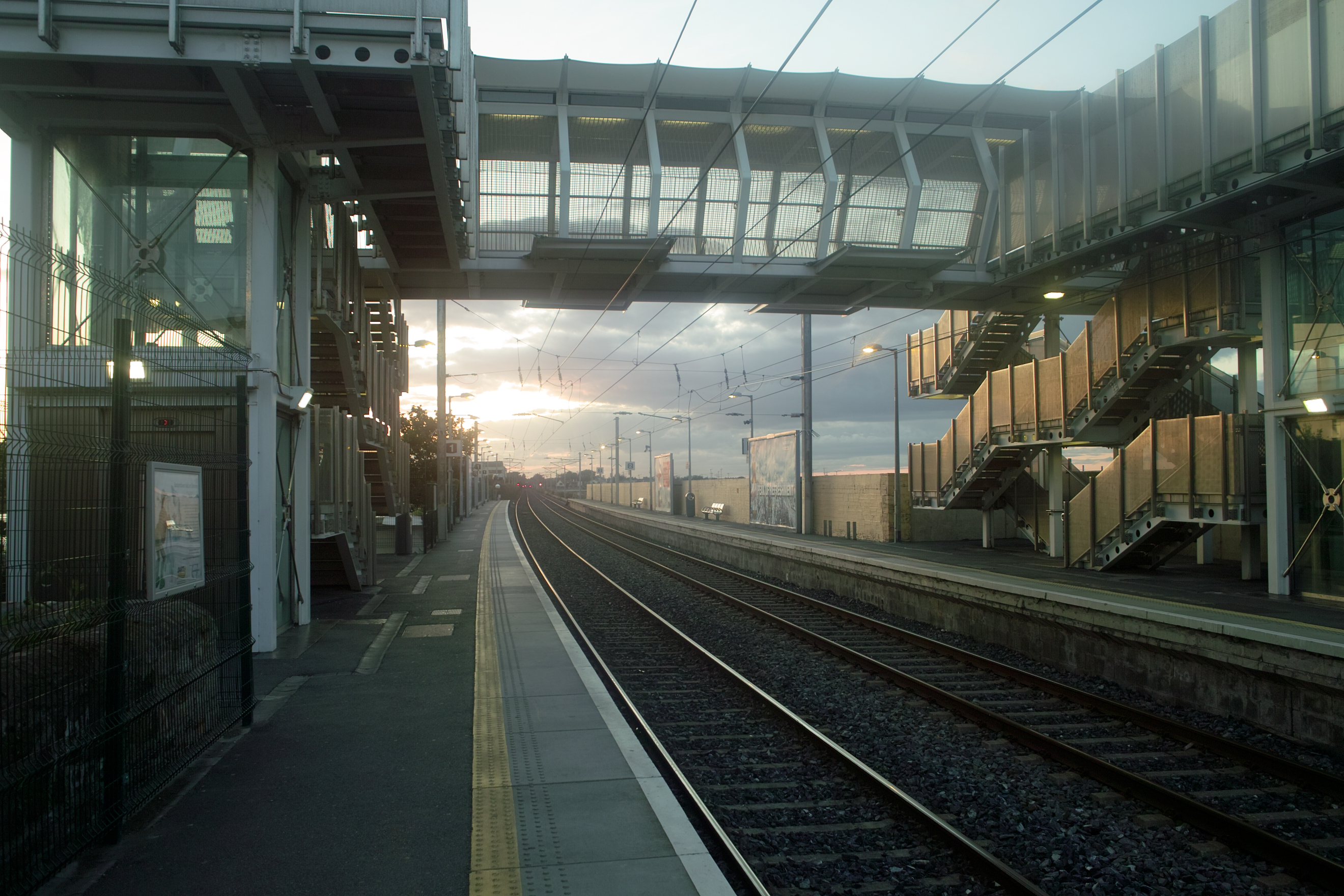
Северная часть станции, к Сидни Парад

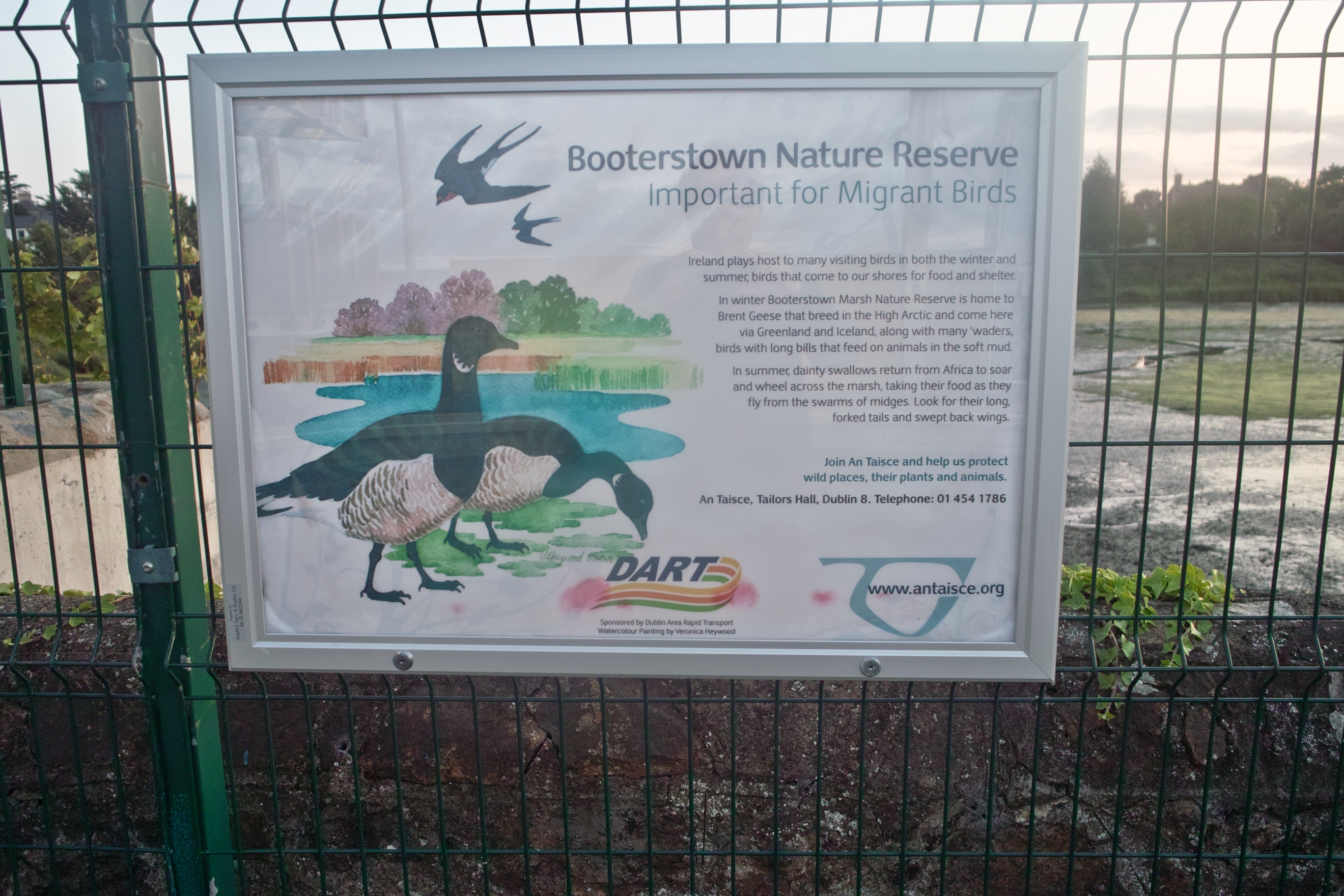
Табличка с информацией о птичьем заповеднике, расположенном у станции

Бутерстаун — железнодорожная станция, открытая в январе 1835 года и обеспечивающая транспортной связью одноимённый пригород Дублина в графстве Дун-Лэаре-Ратдаун, Республика Ирландия.
Станция располагается на побережье, граничит с птичьим заповедником на болоте Бутерстаун к западу и юго-востоку. На улице направляющейся на юго-западу от станции, соединяющей с шоссе, расположена автомобильная парковка.